# Adeline Jaeger
Pour les articles homonymes, voir Jaeger.
Adeline Jaeger, de son vrai nom Adelheid Heuser (née le 31 mars 1809 à Gummersbach, morte le 17 décembre 1897 à Oberkassel) est une peintre prussienne.

## Biographie
Son père est le marchand protestant Heinrich Daniel Theodor Heuser (1767-1848), fils de Johann Peter Heuser, grossiste de vin ; il avait épousé sa mère Katharina Luisa Jügel (1776-1841) le 21 août 1804 à Gummersbach. Adelheid a cinq frères et sœurs : Luisa (1805–1874), qui sera peintre, Henriette Emma (1807–1875), Daniel (né en 1814), Ida (1817-1880) et Alwine (1820-1892), qui sera aussi peintre. Sa tante, Henriette Jügel, arrivée à Gummersbach en 1806, la familiarise avec le tricot, la peinture et le dessin. Cependant on lui refuse des études. En 1831, elle est envoyée chez son oncle Carl Christian Jügel à Francfort-sur-le-Main, pour prendre soin de ses fils mineurs après la mort de sa femme.
En 1834, elle parvient à convaincre son oncle de son désir de devenir peintre, afin qu'il lui obtienne une place à l'Institut Städel, où elle suit les cours du portraitiste Joseph Binder (en). En faisant le portrait de sœur Alwine, qui vit également à Francfort, elle convainc son père de son talent pour la peinture en 1835. À partir du printemps 1836, elle est autorisée à suivre des cours chez Hermann Anton Stilke et Wilhelm von Schadow, directeur de l'académie des beaux-arts de Düsseldorf. Elle fait la rencontre d'Adolph Schroedter, Carl Friedrich Lessing, ses futurs beaux-frères, ainsi que Julius Hübner, Eduard Bendemann, Karl Ferdinand Sohn, Johann Wilhelm Schirmer et Theodor Hildebrandt. À la fin des années 1830, elle est établie en tant que portraitiste.
À son retour à Gummersbach à l'été 1837 pour rendre visite à son père, victime d'un accident, elle rencontre le pasteur Friedrich Wilhelm Jaeger, qu'elle épouse le 1er mars 1838, sous la pression de ses parents. Le couple aura cinq enfants : Carl Eduard (né en 1839), Louise Adeline, dite Adele (1841–1929), Clara Emma Maria (1844–1916), qui sera peintre, Friedrich Wilhelm (né en 1846) et Ida (1848–1929). En 1848, avant la naissance d'Ida, la famille Jaeger déménage de Gummersbach à Cologne, où Friedrich Wilhelm Jaeger prend le poste d'une paroisse protestante nouvellement organisée et fait une carrière jusqu'à être en 1859 surintendant de l'église. Adeline Jaeger se rend occasionnellement à Düsseldorf pour continuer sa peinture, par exemple dans l'atelier de Karl Ferdinand Sohn. En 1864, l'Association d'art de Francfort expose deux de ses tableaux.
Après la mort de son mari le 4 décembre 1869, elle déménagé chez des parents au Nouveau Marché (de) dans la Richmodis-Haus (de), où elle gagne sa vie en peignant des portraits, en donnant des « heures » et en acceptant des retraités jusqu'en 1879. Elle déménage à Bonn et en 1887 chez ses filles célibataires Adele et Ida à Oberkassel. Bien qu'elle soit atteinte de la goutte, elle continue de peindre. Adeline Jaeger meurt d'un catarrhe pulmonaire à de 88 ans. Elle est enterrée dans le cimetière d'Oberkasseler trois jours après sa mort.

## Œuvre

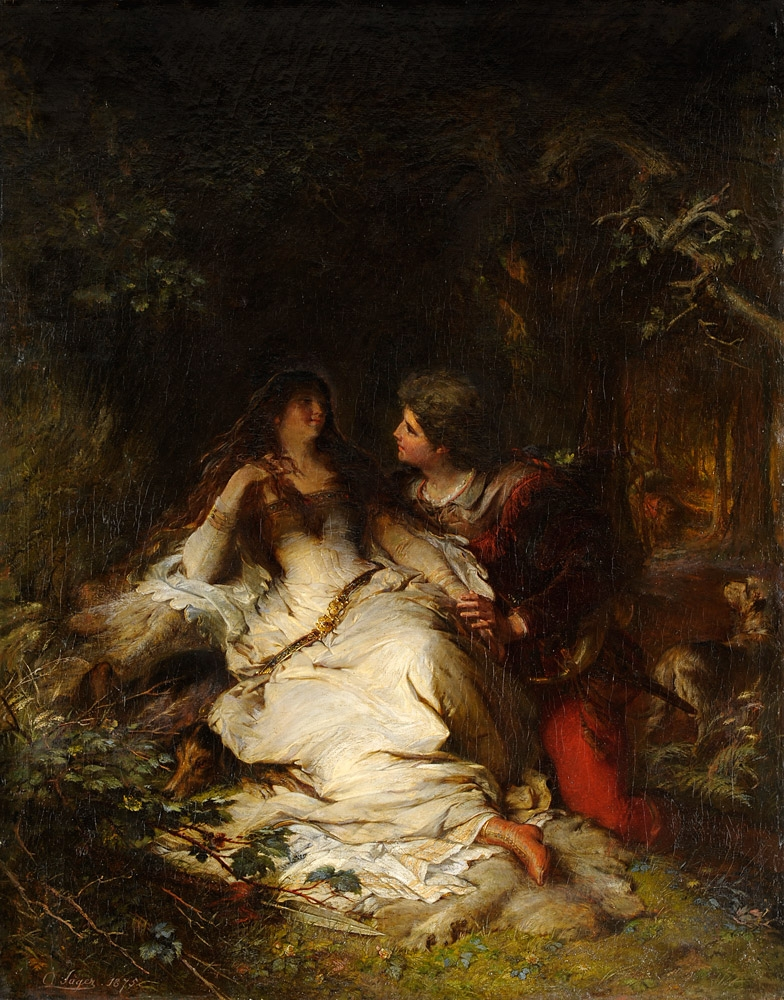
Couple dans la forêt, 1875.

Jaeger est un peintre qui, en raison de la compréhension bourgeoise des rôles au XIXe siècle, n'a pas une carrière artistique indépendante en tant que femme. La formation de peintre académique qu'elle reçoit fait d'elle une portraitiste de classicisme et de réalisme, dont l'effort est d'inclure les sujets, principalement des membres de sa famille ou des connaissances proches, y compris des membres de familles rhénanes bien connues, pour saisir la nature de leur personnalité individuelle et dans des situations réelles. À cette fin, elle utilise de plus en plus des effets d'éclairage et des couleurs tonales. Elle laisse des lignes moins nettes et des surfaces moins lisses que dans la peinture du classicisme Biedermeier.